# Анимация

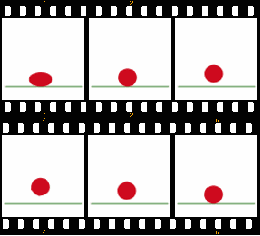
Мультипликация прыгающего мячика из 6 кадров

10 кадров в секунду

Анимация (animātiō с лат. — «одушевление, оживление») или мультипликация (multiplicatio с лат. — «умножение, увеличение, возрастание, размножение») — технические приёмы создания иллюзии движущихся изображений (движения и/или изменения формы объектов — морфинга) с помощью последовательности неподвижных изображений (кадров), сменяющих друг друга с большой частотой (от 12 кадров в секунду для рисованной анимации до 30 кадров в секунду для компьютерной).
Анимационное кино, наряду с игровым, является разновидностью художественного кино.

## Терминология

Пример короткого мультфильма

Хотя термин «анимация» наиболее распространён в мире, однако в русском языке, в СССР и в России, на протяжении длительного времени было общепринято название «мультипликация». По мнению известного мультипликатора Фёдора Хитрука, использование в СССР терминов «мультипликация», «мультипликатор» связано с технологией, использовавшейся до внедрения классической рисованной мультипликации — созданием изображений при помощи наложения на лист элементов персонажей, что сродни аппликации. По созвучию с этим словом эта отрасль кинематографа была названа мультипликацией.
На сегодня основная мультипликационная классификация различает 2D, 3D, покадровую мультипликацию и stop-motion. Кроме того, существуют различные более специфические виды мультипликации, для которых также нужны определённые навыки, умения и условия. К примеру, игольчатая, песочная мультипликация или мультипликация на воде. Более того — каждый вид можно разделить на подвиды, например, stopmotion мультипликация бывает пластилиновая, кукольная, бумажная, и так далее.
Анимационный, или мультипликационный фильм называется также мультфильмом (разговорное — «мультик»).

## История

### Предыстория

Фенакистископ Эдварда Мейбриджа (1893)

Первые шаги в мультипликации были сделаны ещё до изобретения братьями Люмьер кинематографа. Попытки запечатлеть движение в рисунке начались ещё в первобытную эпоху, продолжились в античные времена и привели к появлению примитивной мультипликации в первой половине XIX века: бельгийский физик Жозеф Плато, австрийский профессор-геометр Симон фон Штампфер и другие учёные и изобретатели использовали для воспроизведения на экране движущихся изображений вращающийся диск или ленту с рисунками, систему зеркал и источник света (фонарь) — фенакистископ и стробоскоп. Дальнейшее развитие этой технологии в сочетании с фотографией привело к изобретению киноаппарата и в свою очередь создало технологическую основу для изобретения братьями Люмьер кинематографа.

### Первые попытки
- 30 августа 1877 года считается днём рождения рисованной анимации — было запатентовано изобретение Эмиля Рейно.
- 28 октября 1892 года — Эмиль Рейно демонстрирует в парижском Музее Гревен первую графическую ленту с помощью аппаратов «оптический театр», действующих иначе, чем кинопроектор — до изобретения кинематографа.
- 1898 год — Джеймс Стюарт Блэктон и Альберт Э. Смит (англ. Albert E. Smith) сняли первый кукольно-анимационный фильм «Цирк лилипутов» (англ. The Humpty Dumpty Circus). В фильме использовались деревянные игрушки.
- 1899 год — снят первый сохранившийся анимационный рекламный ролик Matches: An Appeal (объёмный, автор — Arthur Melbourne-Cooper).
- 1900 год — Джеймс Стюарт Блэктон создает фильм «Очарованный рисунок» («The Enchanted Drawing»), в котором ещё не было промежуточных фаз. В этот период он открывает секрет анимации, покадровой анимационной съёмки — изображение за изображением, которая в США получила название «One turn, one picture» .
- 1906 год — американская компания Vitagraph Company of America выпускает один из первых анимационных фильмов Джеймса Стюарта Блэктона, снятых на киноплёнку, — «Комические фазы смешных лиц» («Humorous Phases of Funny Faces»), представлявшая собой серию простеньких рисунков с изображением забавных гримас.
- 1908 год — французский художник-карикатурист Эмиль Коль начинает активно заниматься графической анимацией. Он создал анимационный фильм «Фантасмагория» («Fantasmagorie»). Этот фильм стал знаковым для развития анимации не только тем, что был первым европейским мультфильмом, но и потому, что именно в нём впервые был структурированный самодостаточный сюжет, а главный герой Фантош был наделен определённым характером.
- 1910 — Владислав Александрович Старевич снял первый в мире объёмный мультфильм «Прекрасная Люканида, или Война усачей с рогачами».
- 1911 — 1922 годы — в США художник-карикатурист Уинзор Маккей поднимает рисованную анимацию на новый уровень качества, в 1914 году создаёт прообраз мультсериала с общим мультперсонажем (Gertie the Dinosaur), а в 1918 году снимает документальный мультфильм «Гибель „Лузитании“» («The Sinking of the Lusitania»).
- 1911 — Уинзор Маккей создал фильм «Маленький Немо» («Little Nemo») на основе газетного комикса.
- 1913 — Старевич создает мультфильм «Стрекоза и муравей». Данная экранизация басни Крылова имела грандиозный успех и мировую популярность.

### Кинематографическая анимация
В 1914 году Уинзор Маккей создаёт первого в истории героя мультфильма, наделённого яркими личностными качествами — динозавра Герти. Огромное количество рисунков, сделанных для фильма, потребовали изобрести новую технологию кинематографического производства, впервые приведя к разделению труда между художником-аниматором и художником-фоновщиком: в то время как Маккей прорисовывал фазы движения динозавра, нанятый им студент копировал с образца на каждый лист контуры гор, озера и дерева (целлулоидная плёнка тогда ещё не применялась). Таким образом, можно считать, что первичным способом кинематографической мультипликации была тотальная мультипликация.
Анимация стала частью кинематографа, заняв в нём прочное место как один из жанров. Для изготовления мультфильмов использовались киносъёмочные аппараты, пригодные для покадровой съёмки на один из стандартных форматов киноплёнки. Для создания рисованной мультипликации были созданы мультстанки, представлявшие собой сложную установку-репродуктор со специальным киносъёмочным аппаратом, как правило, имеющим конструкцию, сходную с аппаратами для комбинированной съёмки и позволяющим регулировать угол раскрытия обтюратора и выполнять затемнения и наплывы. Такие аппараты выпускались в специальном исполнении для мультипликации, отличавшемся вертикальной установкой и специальной лупой-видоискателем для удобства визирования из такого положения. Конструкция профессиональных мультстанков позволяла создавать многослойные изображения на отдельных носителях и включала в себя осветительное оборудование. В настоящее время для рисованной анимации используется компьютер или мультстанок с цифровым фотоаппаратом.

### Дальнейшее развитие
Дальнейшему бурному развитию мультипликации способствовали не только фильмы, снятые ранее, но и развитие кинематографических технологий. Самым важным достижением в этой сфере стало открытие Рауля Барра — перфорированный целлулоид, который позволил зафиксировать лист с рисунком при помощи штифтов.
- 1918 год — состоялась премьера первого полнометражного художественного мультфильма «Апостол» (исп. El Apostol) аргентинского режиссёра Квирини Кристиани.
- 1928 год — Уолт Дисней создает одного из самых популярных рисованных персонажей в истории мультипликации — Микки Мауса. В этот же год выходит его первый звуковой мультфильм «Пароходик Вилли» (англ. Steamboat Willie).
- 1929 год — Уолт Дисней снимает «Танец скелетов» (англ. Skeleton Dance) — первый из серии «Веселые симфонии» (англ. Silly Symphonies). В целом приход Уолта Диснея в мультипликацию ознаменовался созданием одного из классических канонов, так называемой «диснеевской мультипликации».
- 1931 год — Квирини Кристиани ставит первый полнометражный звуковой мультфильм «Peludopolis».
- 1932 год — первый цветной мультфильм «Цветы и деревья» (англ. Flowers and Trees) Уолта Диснея.
- 1936 год — в СССР основана киностудия «Союзмультфильм» (первоначально — «Союздетмультфильм»).
- 1937 год — первый цветной мультфильм СССР «Сладкий пирог». Уолт Дисней в фильме «Старая мельница» (англ. The Old Mill) впервые использовал камеру, которая позволяла получить глубокую перспективу. В этом же году Дисней выпустил свой первый полнометражный мультфильм — «Белоснежка и семь гномов» (англ. Snow White and the Seven Dwarfs) по сказке братьев Гримм. «Белоснежка» принесла Диснею огромный успех: всемирную популярность, свыше 8 млн долларов дохода и восторженные отклики в профессиональной прессе.
- 1940 год — Уильям Ханна и Джозеф Барбера, позднее создавшие студию «Ханна-Барбера», начинают работу над серией мультфильмов «Том и Джерри».
- 1943 год — премьера цветного мультфильма Поля Гримо «Чучело» («L’Epouvantail»).
- 1947 год — первый телевизионный мультсериал «Кролик-крестоносец» (англ. Crusader Rabbit) Алекса Андерсона и Джея Барда. Мультипликация начинает часто использоваться в телевизионной рекламе.
- 1952 год — первый французский рисованный полнометражный мультфильм «Пастушка и Трубочист» Поля Гримо.
- 1956 год — создаётся студия мультипликационных фильмов в г. Загребе (Душан Вукотич, А. Маркс, Б. Колар, З. Боурек, Ватрослав Мимица). Первым фильмом «Загребской школы» стал короткометражный «Веселый робот» («Nestasni Robot», реж. Душан Вукотич).
- 1958 год — усилиями Осаму Тэдзуки в Японии создаётся уникальный классический стиль рисованной мультипликации — аниме.
- 1960 год — начало производства сериала «Флинтстоуны» («The Flintstones»), который показывался на американском телевидении. Это был первый мультипликационный сериал для взрослых.
- 1967—1971 годы — первый многосерийный цикл советских мультфильмов[9] (до этого существовали альманахи под общими названиями) «Маугли», режиссёр: Роман Давыдов.
- 1969 год — в фильме Романа Качанова «Крокодил Гена» впервые появляется визуальный образ Чебурашки.
- 1983 год — фильм «Танго» поляка Збигнева Рыбчинского получил «Оскар» в категории короткометражных мультипликационных фильмов.
- 1988 год — вышел двухсерийный мультфильм «Остров сокровищ». Также в этом году основана первая в СССР негосударственная мультипликационная студия «Пилот».
- 1990 год — начинается выпуск сериала «Симпсоны» («The Simpsons»).
- 1993 год — «Кодак» вводит систему «Cineon» — первый полный комплект оборудования для создания спецэффектов.
- 1995 год — первый полнометражный компьютерный мультипликационный фильм — «История игрушек» (студия Pixar).
- В 1999 году мультфильм «Старик и море» режиссёра Александра Петрова стал первым в истории кино мультфильмом для кинотеатров большого формата IMAX. В 2000 году этот же мультфильм был удостоен премии Американской киноакадемии «Оскар».

## Основные техники

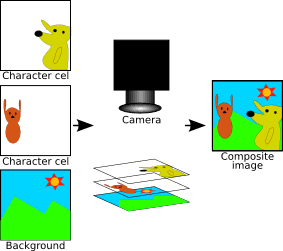
Схема создания традиционной мультипликации

### Рисованная анимация
Классический вид мультипликации, при котором художник последовательно прорисовывает на полупрозрачных листах бумаги или на прозрачной плёнке каждую фазу движения персонажа (производит «фазовку»), затем каждый рисунок фотографируется, а из получившихся кадров составляется мультфильм. Несколько прозрачных листов плёнки с разными персонажами, объектами и фоном могут накладываться друг на друга, образуя слои изображения и облегчая тем самым фазовку, так как объекты и фон могут сдвигаться отдельно, а неподвижные объекты переходить из кадра в кадр без перерисовки. Компьютерные программы с 1980-х годов также используются для компоновки кадров из разных изображений.
Выделяется своеобразием силуэтная мультипликация, наиболее крупными представителями которой являются Лотта Райнигер, Осело, Мишель и Энтони Лукас.
Оригинальным явлением стала китайская акварельная мультипликация 1960—1980-х годов, наиболее ярким представителем которой стал Тэ Вэй, основанная на традиционной технике Гохуа.
Особой техникой в рисованной мультипликации является ротоскопирование — техника, при которой мультфильм создаётся путём обрисовки кадр за кадром предварительно отснятого фильма с реальными актёрами и декорациями.
В конце XX и начале XXI века получила распространение техника squigglevision — это запатентованный метод, при котором компьютерная программа делает контуры нарисованных объектов непрерывно колеблющимися.

#### Компьютерная рисованная анимация

Растровая 2D-анимация

Компьютерная рисованная анимация, или 2D-компьютерная анимация, возникла с появлением цифровых инструментов для создания рисованных изображений и стала широко использоваться начиная с конца 1980-х. Может включать в себя как перенос рисованных изображений с бумаги путём их сканирования, так и рисование изображений полностью на компьютере.

#### Flash-анимация
Flash — широко известная компьютерная программа компании Adobe для создания рисованной двухмерной мультипликации, значительно облегчающая фазовку. Мультфильмы, созданные Flash-анимацией обычно легко узнаваемы из-за ограниченного набора фазовых трансформаций, предлагаемых этой компьютерной программой, по сравнению с более традиционной прорисовкой.
Поскольку Adobe больше не поддерживает Flash Player после 31 декабря 2020 г. и заблокировала запуск Flash-контента в Flash Player, начиная с 12 января 2021 г., Adobe настоятельно рекомендует всем пользователям немедленно удалить Flash Player, чтобы защитить свои системы.

### Покадровая анимация
Покадровая анимация, или стоп-моушн (англ. stop-motion), — это техника анимации, основанная на покадровой съёмке неподвижных объектов. В подобных работах фотографируется сцена, затем в неё вносятся минимальные изменения и она фотографируется снова. Фотографии компонуются в единую последовательность, в результате возникает иллюзия движения.
Отдельным видом покадровой анимации является перекладная анимация. От того, с какими объектами или материалами работает автор, называются отдельные типы покадровой объектной анимации: кукольная, пластилиновая, Lego или пиксиляция (анимация происходит вокруг живого актёра). Также к категории относится анимация, связанная с управлением светом: силуэтная и техника «фризлайт» (англ. freezelight). В отдельный тип выделяют технику go-motion, когда объект снимается во время механизированного полуавтоматического движения.

### Кукольная анимация
Кукольная анимация создаётся при помощи кукол-актёров и сцены-макета. Сцена фотографируется покадрово, после каждого кадра в сцену вносятся минимальные изменения, например, изменяется поза куклы. При воспроизведении полученной последовательности кадров возникает иллюзия движения объектов. Этот тип мультипликации впервые возник в России в 1906 году.
Первым русским мультипликатором (1906 год) был Александр Ширяев, балетмейстер Мариинского театра, создавший первый в мире отечественный кукольный мультфильм, в котором изображены 12 танцующих фигурок на фоне неподвижных декораций, изображающих сцену. Фильм снят на 17,5-миллиметровую плёнку. Время по его созданию заняло три месяца. За время создания Ширяев протёр ногами дыру в паркете, поскольку постоянно ходил от кинокамеры к декорации и обратно.
Данные фильмы обнаружены в архиве Ширяева киноведом Виктором Бочаровым в 2009 году. Там же найдены ещё несколько кукольных мультфильмов: «Играющие в мяч клоуны», «Художники Пьеро» и любовная драма со счастливым концом «Шутки Арлекина». Современные мультипликаторы ещё не могут разгадать секреты мультипликатора, поскольку куклы Ширяева не просто ходят по земле, но и прыгают и крутятся в воздухе.

### Пластилиновая анимация
Пластилиновая мультипликация — вид мультипликации, где фильм изготовляется путём покадровой съёмки пластилиновых объектов, с их модификацией в промежутках между снятыми кадрами (аналогично кукольной мультипликации).  Пример пластилиновой анимации

### Песочная анимация
Песочная мультипликация — вид мультипликации, при котором лёгкий порошок (обычно очищенный и просеянный песок, но также соль, кофе, пластиковые гранулы и тому подобное) тонкими слоями наносится на стекло и перемешивается, создавая движущуюся картину. Обычно все действия выполняются руками, но в качестве приспособлений могут использоваться и кисточки. С помощью диапроектора или световой доски получающееся изображение можно передавать на экран и записывать.

### Трёхмерная компьютерная анимация

3D-анимация

Трёхмерная компьютерная анимация (3D-анимация) — вид мультипликации, производный от компьютерной графики. На сегодняшний день компьютерная анимация имеет очень широкое применение как в области развлечений, так и в производственной, научной и деловой сферах. В трёхмерной компьютерной анимации работа ведётся не с нарисованным содержимым, а с виртуальным миром. Объекты не рисуются, а моделируются, — это процесс скорее похож на работу гончара, лепящего из простых форм более сложные. Внутри программы есть виртуальное освещение, материалы, законы физики и так далее. Правильно настроив их, можно добиться нужного результата — будь то мультяшная картинка или реалистичное изображение.

## Мультипликация вСССРиРоссии
Крупнейшим производителем мультфильмов в советский период являлась киностудия «Союзмультфильм»; некоторое количество мультфильмов производилось в республиканских киностудиях, таких как Свердловская, Киевская студия научно-популярных фильмов, «Беларусьфильм», «Арменфильм», «Узбекфильм» и так далее. Преобладали короткометражные мультфильмы, некоторые из них были связаны с другими мультфильмами общими персонажами (мультфильмы о Винни-Пухе, о Простоквашино) или могли состоять из нескольких выпусков (наиболее известные «Ну, погоди», «Возвращение блудного попугая», «Котёнок по имени Гав»), а также мультипликационный художественный киножурнал «Весёлая карусель». Широкое распространение имела кукольная мультипликация. Некоторая часть мультфильмов производилась в технике перекладки и технике живописи по стеклу. После распада СССР некоторое время «Союзмультфильм» продолжал оставаться крупнейшим в России производителем мультфильмов, но позднее утратил лидирующие позиции в пользу ряда частных мультипликационных студий, сохранив лишь некоторые позиции в производстве короткометражных мультфильмов.
В 1970—1995 гг. по заказу Государственного комитета СССР по телевидению и радиовещанию (Гостелерадио СССР) и его преемников (Всесоюзная государственная телерадиовещательная компания, Российская государственная телерадиокомпания «Останкино») регулярно производились короткометражные мультипликационные телефильмы, крупнейшим производителем которых являлось Творческое объединение «Экран» (подведомственное предприятие Гостелерадио СССР); некоторое их количество производилось местными телестудиями (куйбышевской, саратовской, волгоградской, свердловской и пермской) и республиканскими и местными киностудиями (Свердловской, Киевской студией научно-популярных фильмов, «Беларусьфильм», «Арменфильм», «Узбекфильм») по заказу Государственного комитета СССР по телевидению и радиовещанию. Выпускались преимущественно односерийные мультфильмы, часть из которых были связаны с другими общими персонажами (о коте Леопольде, поросёнке Фунтике, домовёнке Кузе) или образовывали циклы мультфильмов («Приключения Мюнхаузена», «Приключения Незнайки и его друзей», «Незнайка в Солнечном городе», «Волшебник Изумрудного города», «Дядя Фёдор, пёс и кот», «Доктор Айболит», «КОАПП»), а также небольшое количество многосерийных мультфильмов с короткометражными сериями («Приключения капитана Врунгеля», «Алиса в стране чудес», «Алиса в Зазеркалье» и «В стране ловушек») и полнометражных мультфильмов («Остров сокровищ» и «Энеида»). Вместе с рисованной мультипликацией развивались те же техники, что и у прочей отечественной мультипликации — кукольная, пластилиновая, перекладка, живопись по стеклу. Некоторые другие отечественные телеорганизации также нерегулярно заказывают производство мультипликационных телефильмов (преимущественно полнометражных) и мультипликационных сериалов.

## Награды в сфере мультипликации
Как и в любой другой форме искусства, в мультипликации присуждают награды за выдающиеся достижения. Оригинальные награды за мультипликацию выдавались академией кинематографических искусств и наук для мультипликационных короткометражных фильмов с 1932 года, с 5-й церемонии награждения «Оскарами». Первым лауреатом премии Американской киноакадемии была короткометражка «Цветы и деревья» производства Walt Disney Productions и United Artists. Тем не менее, премия Американской киноакадемии за полнометражный мультипликационный кинофильм была учреждена только в 2001 году, её впервые получил во время 74-й церемонии вручения наград (2002 год) фильм «Шрек» производства DreamWorks и Pacific Data Images. С тех пор Disney/Pixar произвели наибольшее количество фильмов, как победивших, так и выдвинутых на соискание данной премии.